# Район Мідорі (Тіба)

35°36′ пн. ш. 140°6′ сх. д. / 35.600° пн. ш. 140.100° сх. д.
Райо́н Мідо́рі (яп. 緑区, みどりく, МФА: [mʲidoɾʲi ku̥], «Зелений район») — район міста Тіба префектури Сайтама в Японії. Станом на 1 жовтня 2008 площа району становила 66,41 км². Станом на 1 січня 2009 населення району становило 119 405 осіб.